# مگس‌گیر تاجدار دم سفید
مگس‌گیر تاجدار دم سفید (نام علمی: Elminia albonotata) نام یک گونه از تیره مگس‌گیرهای پریسا است.
این پرنده دارای سه زیرگونه است که در کنیا، اوگاندا، و جنوب‌غربی تانزانیا، مالاوی و زیمبابوه و موزامبیک زندگی می‌کند. مگس‌گیر تاجدار دم سفید حدود ۱۳ سانتی‌متر طول دارد. زیستگاه طبیعی این پرنده جنگل‌های کوهستانی از ارتفاع ۶۰۰ تا ۱۹۰۰ متری زندگی می‌کند.